# Phare de Trafalgar
Le Phare de Trafalgar (ou phare du Cap de Trafalgar) est un phare situé sur le Cap de Trafalgar, dans la ville de Barbate dans la province de Cadix en Andalousie (Espagne).
Il est géré par l'autorité portuaire du port de la baie de Cadix.

## Histoire
Le phare de Trafalgar est situé à l'entrée nord-ouest du Détroit de Gibraltar qui est célèbre pour la Bataille de Trafalgar qui vit la victoire navale décisive britannique sur la France et l'Espagne le 21 octobre 1805.
C'est une tour de 34 m de haut, mise en service en 1862, avec galerie et lanterne et attenante à une maison de gardiens d'un seul étage. Les huit côtes ont été ajoutées en 1926 pour renforcer la tour et soutenir une nouvelle grande lanterne. La station est entièrement peinte en blanc.
Identifiant : ARLHS : SPA-052 ; ES-20010 - Amirauté : D2406 - NGA : 4080 .
|                  |
| Cap de Trafalgar |

|          |
| Le phare |

### Lien connexe
- Liste des phares d'Espagne